# Irene Morales Machado
Irene Amelia Morales Machado (Achaguas, estado Apure, Venezuela, 24 de diciembre de 1944) es una reina de belleza venezolana. Fue la ganadora de la X edición del concurso Miss Venezuela, que se celebró el 30 de mayo de 1963 en el Teatro París (hoy Teatro La Campiña) de Caracas. Morales fue coronada por Olga Antonetti, Miss Venezuela 1962. Al momento de su coronación estudiaba secretariado comercial y trabajaba en las oficinas del Consejo Supremo Electoral en San Fernando de Apure.

## Miss Venezuela 1963
Oriunda de Achaguas estado Apure, Irene se estableció en San Fernando de Apure desde 1955, donde completó la educación básica y superior, en el Colegio Lazo Martí de esa ciudad.  Se presentó en el casting en Caracas y se le asignó la banda del  estado Guárico en el Miss Venezuela 1963, dándole a este estado llanero de Venezuela su primera corona. Destacó entre las demás participantes de este concurso por su rubia cabellera y su esbelta silueta.

## Cuadro final de Miss Venezuela 1963
- Irene Amelia Morales Machado, Miss Guárico (ganadora)
- Milagros Galindez Castillo, Miss Miranda (primera finalista)
- Norah Luisa Duarte Rojas, Miss Carabobo (segunda finalista)
- Margarita Fonseca, Miss Caracas (tercera finalista)
- Margarita Rego, Miss Aragua (cuarta finalista)

## Participación en certámenes internacionales
El 20 de julio Morales representó a Venezuela en el Miss Universo, realizado ese año en el Miami Beach Auditorium de Miami Beach, Florida, Estados Unidos, donde no clasificó entre las semifinalistas de este concurso.

## Declaraciones a la revista Elite
Morales declaró para la revista Elite el 15 de junio de 1963: "Represento el nuevo tipo de belleza venezolana. Las venezolanas no vamos a ser negras y peludas toda la vida". Morales se sentía orgullosa de haber sido criada con leche llanera, por eso no le tenía miedo a los tigres ni a los caimanes. Le gustaba comer chigüire, carne asada con yuca, guasacaca y casabe. Además se divertía contando sus aventuras y desventuras por el río Apure.

## Después del Miss Venezuela
Radicó un corto tiempo en su apartamento en la Urbanización El Paraíso, Caracas y a finales de la década de los 70 del siglo XX se estableció, según amistades, en Camaguán, estado Guárico, donde todo el mundo la conoce. Otras fuentes aseguran que se estableció en una población del sur del estado Aragua, quizás San Sebastián, San Casimiro, Camatagua o Barbacoas.